# آو بون پین
آو بون پین (انگلیسی: Au Bon Pain) شرکت رستوران‌های زنجیره‌ای آمریکایی است، که در سال ۱۹۷۶ تأسیس شد.